# Vivienne Malone-Mayes
Vivienne Malone-Mayes   (Waco, 10 de febrer de 1932 - Temple, 9 de juny de 1995) fou una matemàtica i professora afroamericana.

## Vida personal
Vivienne Lucille Malone va néixer a Waco (Texas), filla de Pizarro Malone i Vera Allen. Es va casar amb James Mayes el 1952.

## Educació i carrera
Vivienne Malone-Mayes va afrontar els reptes educatius associats al fet de créixer en una comunitat del Sud sent una persona afroamericana, fins i tot en un moment en què les escoles estaven segregades, però gràcies al suport dels seus pares, tots dos educadors, va poder aconseguir les seves metes educatives. Es va graduar del col·legi A. J. Moore High School el 1948. Als setze anys va ser admesa a la Universitat Fisk, on va obtenir una llicenciatura (1952) i un màster (1954). Va canviar el seu àmbit d'estudi de medicina a matemàtiques després que comencés a estudiar amb Evelyn Boyd Granville i Lee Lorch. Granville va ser una de les primeres dones afroamericanes a obtenir el seu doctorat en matemàtiques.
Després d'obtenir el seu títol de mestratge va presidir el departament de Matemàtiques en el Paul Quinn College, a Wako, durant set anys i després en el Bishop College, a Dallas, abans de començar a estudiar els seus cursos de doctorat. No va ser admesa a la Universitat Baylor a causa de segregació racial i va optar per estudiar a la Universitat de Texas a Austin. Després d'un altre any com a docent, es va dedicar a estudiar de manera exclusiva a Austin com a estudiant de postgrau. Es va doctorar el 1966 i va ser la cinquena dona afroamericana a obtenir un doctorat en matemàtiques.
Paradoxalment, la universitat Baylor, que li havia rebutjat l'ingrés com a estudiant, la va contractar com professora fins que es va retirar el 1994 a causa d'una malaltia crònica.